# Maison de Glücksbourg
 (mars 2025).
Si vous disposez d'ouvrages ou d'articles de référence ou si vous connaissez des sites web de qualité traitant du thème abordé ici, merci de compléter l'article en donnant les références utiles à sa vérifiabilité et en les liant à la section « Notes et références ».
La maison de Glücksbourg (en danois : Huset Glücksborg, en allemand : Haus Glücksburg, en grec : Οίκος του Γκλύξμπουργκ, Íkos tou Glíksbourg) aussi appelée par son nom complet la maison de Schleswig-Holstein-Sonderbourg-Glücksbourg (en danois : Slesvig-Holsten-Sonderborg-Glücksborg) désigne deux branches de la maison d'Oldenbourg d'origine allemande et danoise. La première s'éteint en 1779 et la seconde relève le nom en 1825 et existe encore.
La maison de Glücksbourg règne en Grèce de 1863 à 1973, au Danemark de 1863 à 2024, en Norvège depuis 1905 et au Royaume-Uni depuis l'avènement de Charles III en 2022.
Le chef de nom et d'armes est Frédéric-Ferdinand II de Schleswig-Holstein depuis 2023.

## Histoire

### Origines
La famille tient son nom du château de Glücksbourg, dans la région actuelle du Schleswig-Holstein en Allemagne. Ce château n'est pas encore bâti en 1460 lorsque le duché de Schleswig et le comté de Holstein deviennent possessions du roi de Danemark, de Norvège et de Suède, Christian Ier.
En 1564, l'arrière-petit-fils de Christian Ier, le roi de Danemark et de Norvège Frédéric II accorde à son frère Jean le Jeune (1545-1622) le duché de Schleswig-Holstein-Sonderbourg. C'est ce dernier qui fait bâtir le château à Glücksburg, où il réside et où il meurt.

### Première maison (1622)
Le fils cadet de Jean le Jeune, Philippe, lui succède en 1622, puis ses descendants jusqu'en 1779. Cette famille ducale est la première maison de Glücksbourg. À la mort du dernier duc Frédéric II, le duché revient dans le giron royal.

### Seconde maison (1825)
En 1627, le fils cadet d'Alexandre de Schleswig-Holstein-Sonderbourg, Auguste-Philippe, achète le manoir de Beck en Westphalie et ajoute Beck à son nom comme le veut la coutume familiale. Il est le fondateur de la branche de Beck, qui fait souche.
À la suite de la mort du dernier duc de Schleswig-Holstein-Glücksbourg, Frédéric II, en 1779, la première maison de Glücksbourg s'éteint avec sa sœur, Julienne de Schleswig-Holstein-Glücksbourg, en 1823. La branche de Beck obtient de Frédéric VI de Danemark le château de Glücksbourg en 1825. Frédéric-Guillaume IV de Schleswig-Holstein-Beck relève donc le titre de duc de Schleswig-Holstein-Glücksbourg et modifie son nom en remplaçant « Beck » par « Glücksbourg ». Il est le fondateur de la seconde maison de Glücksbourg et l'ascendant d'un grand nombre de monarques, dont Marguerite II de Danemark, Harald V de Norvège, ou Charles III du Royaume-Uni.
Le 30 mars 1863, le prince Guillaume de Schleswig-Holstein-Glücksbourg est élu roi des Hellènes, initiant la branche grecque de la famille. Le 15 novembre 1863, c'est son père, Christian de Schleswig-Holstein-Glücksbourg, le fils de Frédéric-Guillaume IV, qui hérite de la couronne danoise à la suite de la mort sans descendance du roi Frédéric VII, aîné de la maison d'Oldenbourg. En quelques mois, les Glücksbourg sont montés sur deux trônes européens.
En 1905, à la suite de l'indépendance de la Norvège, le prince Charles, fils du roi Frédéric VIII, devient roi du jeune État sous le nom de Haakon VII.
En 1947, le prince Philippe de Grèce épouse la princesse Élisabeth du Royaume-Uni. Les enfants issus de ce mariage, dont Charles III, monté sur le trône en 2022, appartiennent à la maison de Glücksbourg. Cependant, sur décision du Conseil privé, Charles III et ses descendants en ligne agnatique portent le nom et les armoiries des Windsor, les autres descendants en ligne agnatique d'Élisabeth II n'étant pas rois ou prince héritier portant le nom de Mountbatten-Windsor.
En 1973, le trône de Grèce est perdu à la suite d'un référendum dans lequel les Grecs font le choix de la république.
Certains descendants des princesses de la maison de Glücksbourg ont été également souverains de Russie et de Roumanie, et sont encore aujourd'hui souverains de Luxembourg, de Belgique et d'Espagne.

## Généalogie
- Frédéric-Guillaume (1785-1831)
  - Christian IX (1818-1906), roi de Danemark (1863-1906)
    - Frédéric VIII (1843-1912), roi de Danemark (1906-1912)
      - Christian X (1870-1947), roi de Danemark (1912-1947) et roi d'Islande (1918-1944)
        - Frédéric IX (1899-1972), roi de Danemark (1947-1972)
          - Margrethe II (née en 1940), reine de Danemark (1972-2024)
          - Benedikte (née en 1944)
          - Anne-Marie (née en 1946)

        - Knud (1900-1976)
          - Élisabeth (1935-2018)
          - autres descendants

      - Haakon VII (1872-1957), roi de Norvège (1905-1957)
        - Olav V (1903-1991), roi de Norvège (1957-1991)
          - Ragnhild (1930-2012)
          - Harald V (né en 1937), roi de Norvège (depuis 1991)
            - Märtha Louise (née en 1971)
            - Haakon (né en 1973), prince héritier de Norvège
              - Ingrid Alexandra (née en 2004)
              - Sverre Magnus (né en 2005)

      - Harald (1876-1949)
        - Caroline-Mathilde (1912-1995)

      - Ingeborg (1878-1958)

    - Alexandra (1844-1925), reine consort du Royaume-Uni (1901-1910)
    - Georges Ier (1845-1913), roi des Hellènes (1863-1913)
      - Constantin Ier (1868-1923), roi des Hellènes (1913-1917 et 1920-1922)
        - Georges II (1890-1947), roi des Hellènes (1922-1924, 1935-1944 et 1946-1947)
        - Alexandre Ier (1893-1920), roi des Hellènes (1917-1920)
          - Alexandra (1921-1993)

        - Hélène (1896-1982)
        - Paul Ier (1901-1964), roi des Hellènes (1947-1964)
          - Sophie (née en 1938), reine consort d'Espagne (1975-2014)
          - Constantin II (1940-2023), roi des Hellènes (1964-1973)
            - Paul (né en 1967), diadoque de Grèce (1967-1973)
              - María Olympía (née en 1996)
              - Constantin Alexios (né en 1998)
              - Achíleas-Andréas (né en 2000)
              - Odysséas Kímon (né en 2004)
              - Aristídis Stávros (né en 2008)

            - autres descendants

          - Irène (née en 1942)

        - autres descendants

      - autres descendants
      - André (1882-1944)
        - autres descendants
        - Philip (1921-2021), duc d'Édimbourg (1947-2021)
          - Charles III (né en 1948), roi du Royaume-Uni de Grande-Bretagne et d'Irlande du Nord (2022)
            - William (né en 1982), prince de Galles (2022)
              - George (né en 2013)
              - Charlotte (née en 2015)
              - Louis (né en 2018)

            - Henry (né en 1984)
              - Archie (né en 2019)
              - Lilibet (née en 2021)

          - autres descendants